# Marian Zyndram-Kościałkowski
Marian Zyndram-Kościałkowski (né le 16 mars 1892 à Pandėlys (Gouvernement de Kowno, Empire russe), mort le 12 avril 1946 à Brookwood) est un militaire et un homme d'État polonais. Il est premier ministre de Pologne d'octobre 1935 à mai 1936.

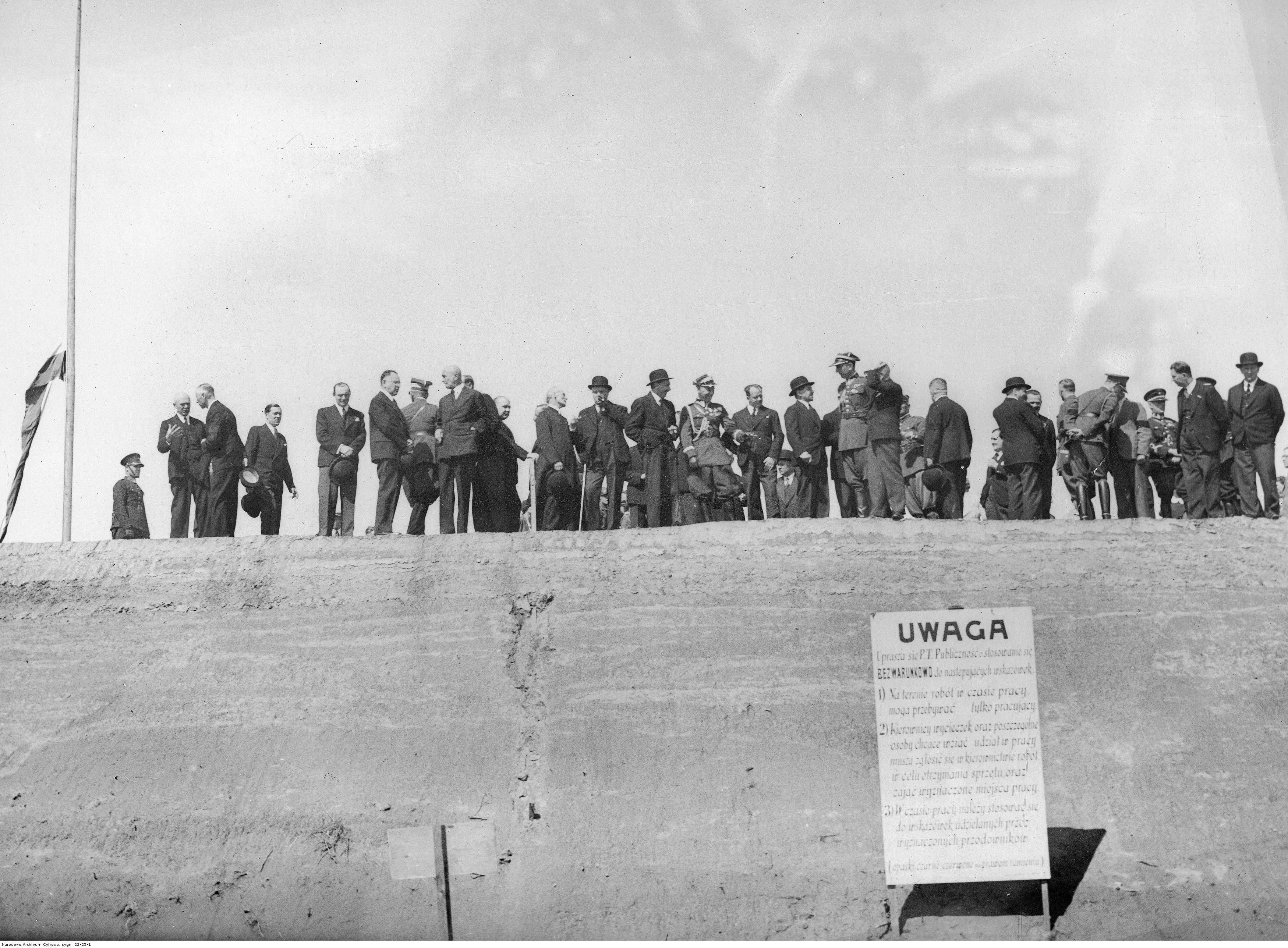
En 1935, inauguration du Tertre de Piłsudski
par Józef Beck, Edward Rydz-Śmigły, Walery Sławek, Władysław Raczkiewicz.